# Дохна
До́хна — річка в Україні, в межах Крижопільського, Тростянецького, Чечельницького та Бершадського районів Вінницької області. Права притока Південного Бугу (басейн Чорного моря).

## Опис
Довжина 74 км, площа водозбірного басейну 1 280 км². Похил річки 1,1 м/км. Долина трапецієподібна, завширшки 0,5—0,6 км, місцями до 3,5 км (біля міста Бершадь). Заплава заболочена, завширшки до 200 м. Річище звивисте, завширшки 2—4 м, у пониззі до 10 м. Стік частково зарегульовано ставками. У пониззі проводяться роботи по залуженню і залісненню берегів. Використовується на технічне водопостачання, зрошення, рибництво. 
Притоки: Панська Долина, Криниця-В'язова (праві), Берладинка, Войтовочка, Вільшанка, Велика Бахлайка (ліві).  

## Розташування
Дохна бере початок на захід від села Павлівка. Тече на схід (місцями на північний схід). Впадає до Південного Бугу біля північної околиці села Лугова.